# Helmer Norell
Carl Helmer Leonard Norell, född den 3 juni 1897 i Stockholm, död den 2 september 1954 i Härnösand, var en svensk ämbetsman.
Norell avlade juris kandidatexamen 1924. Han genomförde tingstjänstgöring och tjänstgöring vid rådhusrätt 1924–1927. Norell började sistnämnda år tjänstgöra vid länsstyrelsen i Örebro län, där han blev länsbokhållare av första klassen 1935 (extra ordinarie 1932), länsassessor 1944 och taxeringsintendent 1948. Han blev landskamrerare i Västernorrlands län 1952. Norell blev riddare av Vasaorden 1951. Han vilar i sin familjegrav på Norra begravningsplatsen utanför Stockholm.